# Lisa Tetzner
Lisa Tetzner, född 10 november 1894 i Zittau, Tyskland, död 2 juli 1963 i Lugano, Schweiz, var en tysk barnboksförfattare, känd bland annat för boken Sotarpojken och serien om Barnen i 67:an.

## Biografi
Som ung vandrade Lisa Tetzner omkring på den tyska landsbygden, samlade in sagor som hon hörde och berättade själv sagor för barn.
Under sina vandringar träffade hon författarkollegan Kurt Held, som hon senare gifte sig med. Efter Hitlers maktövertagande i Tyskland valde paret att bosätta sig i Schweiz. Endast två av Tetzners böcker utkom i Tyskland före nazisternas maktövertagande; Der Fussball (1932) och Erwin und Paul (1933). De sammanfördes senare med Vi i 67:an i samlingsvolymen Barnen i 67:an.
Lisa Tetzners barn- och ungdomsbok Hans Urian oder Die Geschichte einer Weltreise brändes under bokbålen runt om i Nazityskland 1933. Den har inte översatts till svenska och finns inte heller på originalspråk på svenska bibliotek. Flera av Tetzners böcker utkom annars först på svenska, översatta direkt från hennes manuskript.

## Svenska översättningar (urval)
- Fotbollen (anonym översättning?, Holmström, 1932)
- Kom med ut i världen! (översättning Dan Byström, Holmström, 1934)
- Vi i 67:an (översättning Arne Holmström, Holmström, 1935)
- Hövdingen i "Huller om buller": historien om Rosmarin och Timjan (- was am See geschah ... Die Geschichte von Rosmarin und Thymian) (översättning Gerda Marcus, Bonnier, 1936)
- Sotarpojken i Alperna: resan till Milano (översättning Arne Holmström, Holmström, 1938)
- Erwin i Lappland (Erwin kommt nach Schweden) (översättning Arne Holmström, Holmström, 1941)
- Skepp utan hamn (Das Schiff ohne Hafen) (översättning Arne Holmström, 1943)
- Vi håller ihop (Der neue Bund) (översättning Maud Adlercreutz, Tiden, 1949)
- Vad Sam viskade (SU - die Geschichte der sonderbaren zwölf Nächte) (översättning Åke Holmberg, illustrerad av Helga Henschen, Tiden, 1953)
- Den svarta nöten: historier och sagor om indianer, negrer och söderhavsbor (Die schwarze Nuss) (översättning Ingrid Rääf, Lindblad, 1954)